# Roquefeuil (Aude)
Roquefeuil település Franciaországban, Aude megyében. Lakosainak száma 285 fő (2022. január 1.). Roquefeuil Bélesta, Belcaire, Espezel, Niort-de-Sault, Rivel, Fougax-et-Barrineuf és Puivert községekkel határos.

## Népesség
A település népessége az elmúlt években az alábbi módon változott:
| Lakosok száma | 355  | 278  | 262  | 273  | 281  | 284  | 289  | 294  | 291  | 285  |
|               | 1968 | 1982 | 1990 | 2006 | 2013 | 2015 | 2017 | 2019 | 2020 | 2022 |